# Berta d’Arle
Berta d'Arle (vers 910-920 –965), comtessa d'Arle.

## Orígens familiars
Era filla de Bosó d'Arle, comte d'Arle i Provença i marques de Toscana i de Wil·la II de Borgonya.

## Núpcies i descendents
Podria haver estat casada en primeres noces amb Bosó I o amb Bosó II, que algunes teories consideren que era la mateixa persona.
Es va casar vers l'any 936 amb Ramon II de Roergue, comte de Roergue, i van tenir tres fills:
- Ramon III de Roergue (945- 1008), comte de Roergue.
- Adelaida de Roergue de Pons (950-1011)
- Ermengarda de Roergue (951- ?)